# Stiftsplatz (Kaiserslautern)
Der Stiftsplatz ist ein zentraler Platz in der rheinland-pfälzischen Stadt Kaiserslautern.

## Lage
Der Stiftsplatz ist einer der zentralen Plätze im Stadtzentrum Kaiserslauterns. Im Norden grenzen Spittelstraße und Fischerstraße an den Platz, im Osten die Straße Stiftsplatz, im Süden die Rummelstraße.

## Bebauung
Der Platz wird im Norden, Süden und Westen von Gebäuden umrahmt. Im Süden steht der Gebäudekomplex des ehemaligen Kaufhauses Wertheim (heute kleinteiliger Einzelhandel), im Südwesten die Stiftskirche, im Westen das mehrstöckige Gebäude der Deutschen Bank, im Norden ein Designhotel, im Osten die Hauptstelle der Stadtsparkasse Kaiserslautern. Der Platz ist im Westen und Osten einreihig mit Bäumen bepflanzt. Im Westen liegt vor dem Bankgebäude zwischen den Bäumen ein kleiner Brunnen, im Nordwesten der Spittelbrunnen. Unter dem Platz befindet sich eine Tiefgarage.
Der Platz wurde im Jahr 2000 aufwendig mit grauen, aus China importierten Granitsteinen gepflastert. Am Nordende sollte dann ein Hotel entstehen. Der Rohbau blieb jedoch zunächst unvollendet, weil die realisierten Geschosshöhen mit 2,50 m i.L den bauordnungsrechtlichen Anforderungen (= Mindesthöhe 2,40 m) plus Tritt- und Luftschallschutz (für Hotels), sowie für klimatechnische Abhängungen in den dafür insgesamt übrigbleibenden 10 cm nur mit sehr hohem finanziellen Mehraufwand zu realisieren waren und so der Investor vorsorglich Insolvenz anmeldete. 2006 ging es in die Zwangsversteigerung. Da aber niemand den verbauten Hasenkasten wollte, wurde laut über einen Abriss nachgedacht. Erst 2009 erwarb der Kaiserslauterer Unternehmer Hans Sachs das Anwesen, begann mit dem Innenausbau und eröffnete das Hotel im Jahre 2011.

## Geschichte
Schon seit mehreren hundert Jahren werden rund um die Stiftskirche Märkte abgehalten. 1850 beschloss der Kaiserslauterer Stadtrat, einen zentralen Platz in unmittelbarer Nähe der Kirche zu errichten, um den Wochenmärkten genügend Raum zu bieten.

## Nutzung
Der Platz wurde häufig für Großveranstaltungen (Open-Air-Konzerte, Public Viewing etc.) genutzt. Aufgrund der Hotelbebauung wird eine solche Nutzung heute nur noch sehr restriktiv genehmigt. Dienstags und samstags findet auf dem Platz ein Markttag statt.